# 華潤怡寶

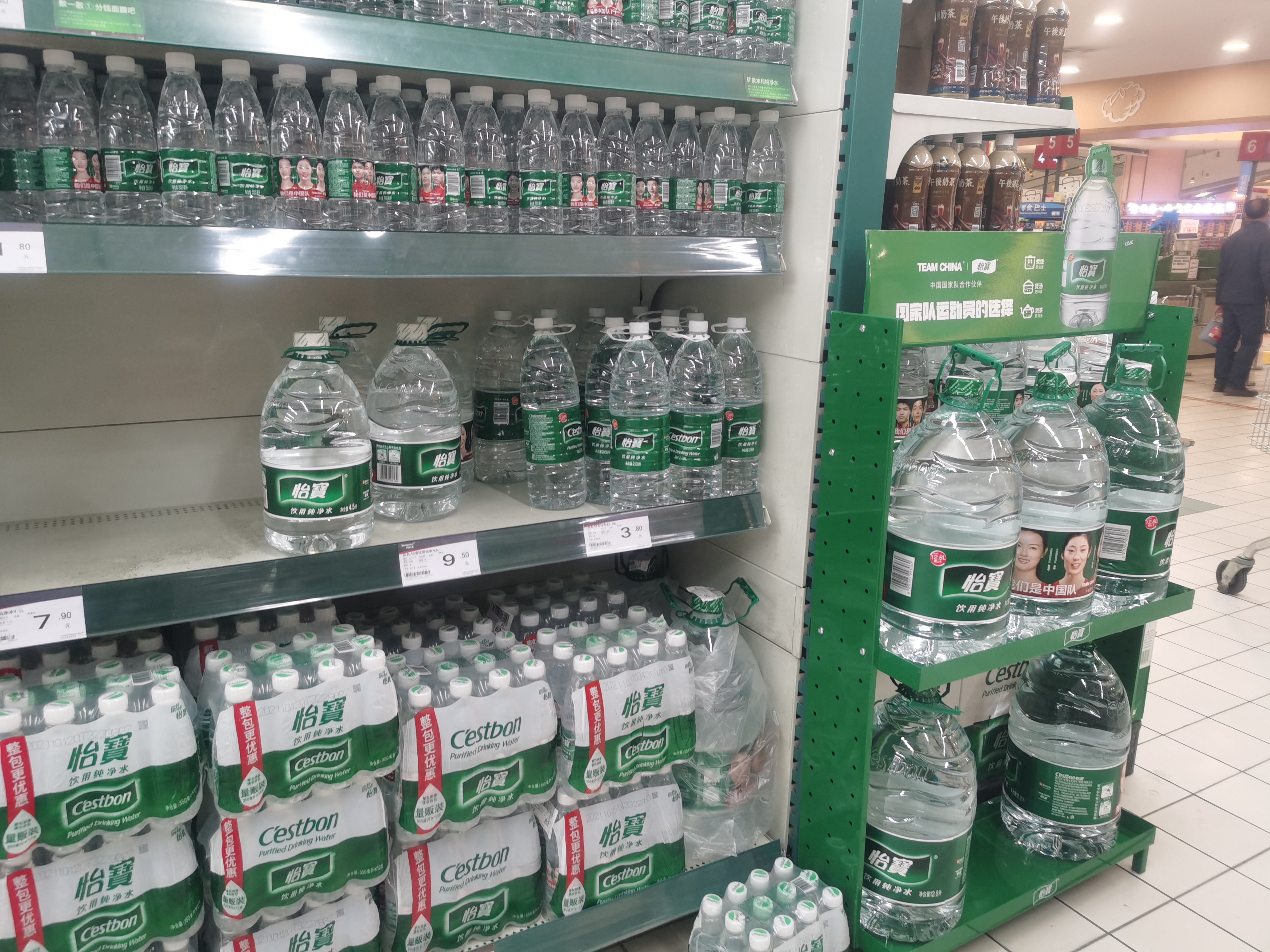
不同包装的“怡寶”纯净水

华润饮料（控股）有限公司（英語：China Resources Beverage (Holdings) Company Limited，港交所：2460）是中国华润集团旗下的饮料生产企业，以1990年推出的“怡寶”牌纯净水最为知名，是中国最早专业化生产包装饮用水的企业之一，旗下产品品类包括纯净水、奶茶、咖啡、功能性饮料、乳酸菌饮料等。

## 历史
1984年11月19日，华润怡宝的前身中国龙环（蛇口）有限公司成立，主要生产碳酸饮料。1988年，公司欲将香港流行的瓶装饮用水引入中国内地，并重金聘请了一家香港设计公司进行形象设计，商标品牌中文为黑色粗体繁体字“怡寳”，以法文C'estbon作为外文商标。1990年，公司率先从香港引入包装水概念，在全国正式推出“怡寶”牌纯净水，成为中国内地瓶装饮用水的先行者。当时，龙环公司聘请了一家香港设计公司进行包装设计，以法文“C'estbon”作为商标，寓意美好，呼应“怡寳”的品牌名称。1991年末，万科集团入主中国龙环，成为控股股东。公司开始正式发力饮用水市场，放弃其他生产线，专门生产销售纯净水。

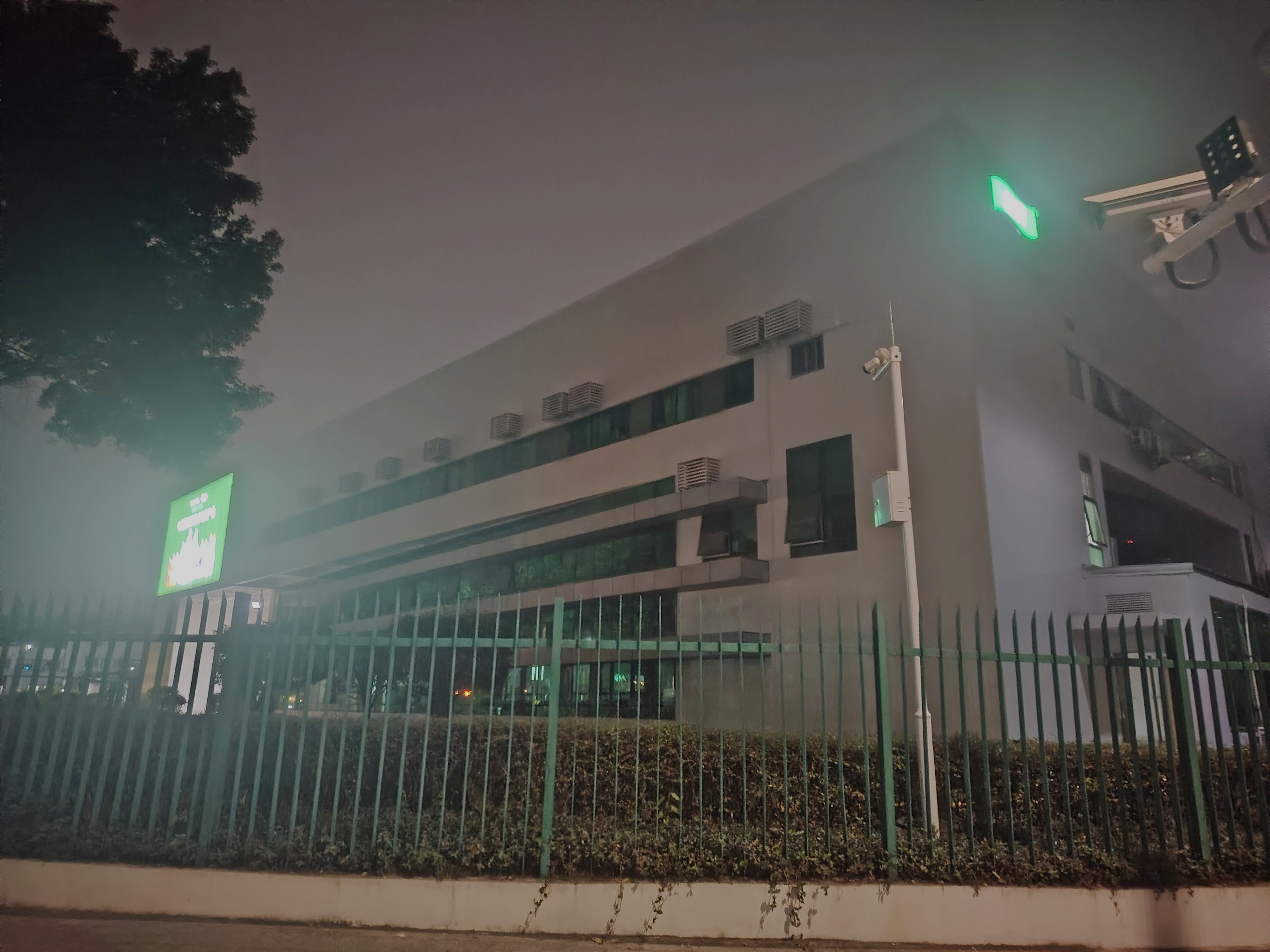
怡宝饮料园办公大楼

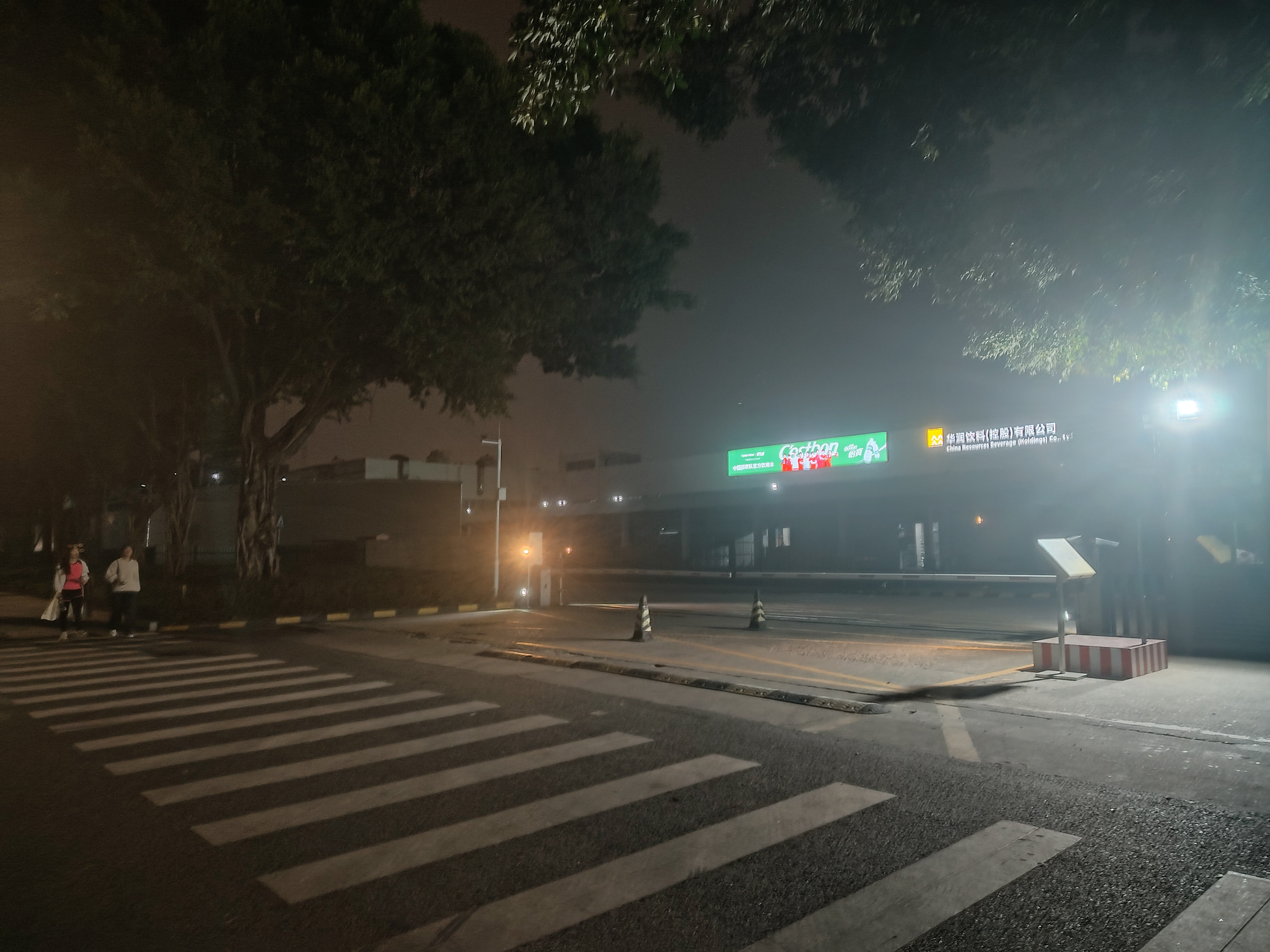
怡宝饮料园，是华润怡宝的总厂所在

1996年8月，公司被华润集团旗下的华润创业有限公司全面收购，并更名为怡宝食品饮料（深圳）有限公司。2000年，怡宝从深圳蛇口迁至南山怡宝饮料园。2001年，怡宝更换“绿瓶”新包装。2007年，怡宝启动全国性品牌发展战略，销量突破百万吨，进入国内饮用水行业第一阵营。
2008年，更名为“华润怡宝食品饮料（深圳）有限公司”。
2010年5月，全资收购珠海饮用水品牌“加林山”。
2011年，华润怡宝与日本麒麟控股成立合资公司，全面丰富饮料产品线，代工麒麟旗下的“午后红茶/奶茶”、“FIRE火咖”咖啡及“世界の厨房”海盐荔枝饮料等产品，同时推出了魔力氨基酸饮料等一系列自主研发新品。
2024年，华润怡宝成为中超联赛新的冠名赞助商。4月23日，华润怡宝母公司华润饮料向港交所主板提交上市申请。10月23日，华润饮料在港交所上市。